# 強制代執行
もしかして
- 行政代執行[注 1]

ではありませんか？